# Liste der italienischen Botschafter in Tunesien
Liste der Leiter der italienischen Auslandsvertretung in Tunis
| Ernennung / Akkreditierung | Name                                        | Bemerkungen | ernannt von       | akkreditiert während der Regierung von | Posten verlassen |
| -------------------------- | ------------------------------------------- | ----------- | ----------------- | -------------------------------------- | ---------------- |
| 1. Okt. 1956               | Raffaele Ferretti                           |             | Antonio Segni     | Habib Bourguiba                        |                  |
| 8. Okt. 1958               | Aldo Maria Mazio                            |             | Amintore Fanfani  | Habib Bourguiba                        |                  |
| 27. Sep. 1962              | Alessandro Tassoni Estense di Castelvecchio |             | Fernando Tambroni | Habib Bourguiba                        |                  |
| 25. Nov. 1964              | Manilo Castronuovo                          |             | Giovanni Leone    | Habib Bourguiba                        |                  |
| 11. Apr. 1968              | Luciano Favretti                            |             | Giovanni Leone    | Habib Bourguiba                        |                  |
| 23. Aug. 1972              | Salvatore Saraceno                          |             | Giulio Andreotti  | Hédi Nouira                            |                  |
| 12. Jan. 1977              | Elio Giuffrida                              |             | Giulio Andreotti  | Hédi Nouira                            |                  |
| 7. Feb. 1980               | Gianfranco Farinelli                        |             | Francesco Cossiga | Mohamed Mzali                          |                  |
| 2. Mai 1987                | Claudio Moreno                              |             | Amintore Fanfani  | Zine el-Abidine Ben Ali                |                  |
| 23. März 1992              | Francesco Caruso                            |             | Giuliano Amato    | Hamed Karoui                           |                  |
| 2. Okt. 1996               | Rocco Angelo Cangelosi                      |             | Romano Prodi      | Hamed Karoui                           |                  |
| 20. Okt. 1998              | Armando Sanguini                            |             | Massimo D’Alema   | Hamed Karoui                           |                  |
| 16. Juni 2003              | Arturo Olivieri                             |             | Silvio Berlusconi | Mohamed Ghannouchi                     |                  |
| 11. Nov. 2007              | Antonio d’Andria                            |             | Romano Prodi      | Mohamed Ghannouchi                     |                  |
| 1. Dez. 2009               | Pietro Benassi                              |             | Silvio Berlusconi | Mohamed Ghannouchi                     |                  |
| 2013                       | Raimondo De Cardona                         |             |                   |                                        |                  |